# Tzipora Laskov
Tzipora Laskov (en hebreo: צפורה לסקוב‎), (1904-1989) fue una enfermera y política israelí.
Nacida en el Imperio ruso, Laskov estudió para convertirse en enfermera. En 1928 abandonó la URSS e hizo aliá al Mandato británico de Palestina a través de China y encontró trabajo en una fábrica.
En 1929 consiguió emplearse como enfermera en un hospital de la Histadrut en Ein Harod, y más tarde trabajó en el Hospital HaEmek. Ayudó a establecer clínicas para madres e hijos en Hadera y Haifa, y fue miembro de la Organización de Enfermeras y de la Organización de Madres Trabajadoras. Durante la Segunda Guerra Mundial, Laskov y su esposo David se ofrecieron como voluntarios para el ejército británico, en el que ella ayudó a fundar la Organización de Esposas de Soldados. También ayudó a establecer una institución para hijos de soldados en Kfar Yehezkel y el hogar infantil Shabtai Levy en Haifa.
Miembro del partido Ahdut HaAvoda, fue miembro de la Asamblea de Representantes y en 1955 fue elegida para la Knéset en la lista de Ajdut HaAvodá - Poalei Tzion. Sin embargo, cedió su puesto antes de prestar juramento y fue reemplazada por Nahum Nir.
En 1962 abrió una clínica comunitaria para terapia familiar en Haifa, donde trabajó hasta 1967.